# Dyspteris naiadaria
Dyspteris naiadaria är en fjärilsart som beskrevs av Achille Guenée 1857. Dyspteris naiadaria ingår i släktet Dyspteris och familjen mätare. Inga underarter finns listade i Catalogue of Life.